# Krymskyj trolejbus
| |            |                                |                                |
| Streckenlänge: | 86,5 km    |                                |                                |
| Stromsystem: | 550 Volt = |                                |                                |
| Maximale Neigung: | 90 ‰       |                                |                                |
| |            |                                |                                |
| \| \| \| Flughafen Simferopol \| \| \| \| \| Simferopol Bahnhof \| \| \| \| \| \| \| \| \| \| Marine \| \| \| \| \| Losowe \| \| \| \| \| Pionerske \| \| \| \| \| Dobre \| \| \| \| \| Saritschne \| \| \| \| \| Perewalne \| \| \| \| \| Sosniwka \| \| \| \| \| Anharskyj-Pass \| \| \| \| \| Kutusowsky Fontan \| \| \| \| \| Lutschiste \| \| \| \| \| Rasworotnoje Kolzo \| \| \| \| \| Werchnja Kutusowka \| \| \| \| \| Nischnja Kutusowka \| \| \| \| \| Aluschta Awtowoksal \| \| \| \| \| Aluschta Trollejbusna Stanzija \| \| \| \| \| Lasurne \| \| \| \| \| Malyj Majak \| \| \| \| \| Kiparisne \| \| \| \| \| Puschkine \| \| \| \| \| Partenit \| \| \| \| \| Saprudne \| \| \| \| \| Artek \| \| \| \| \| Krasnokamjanka \| \| \| \| \| \| \| \| \| \| Hursuf \| \| \| \| \| Ai-Danil \| \| \| \| \| Nikitskyj Sad \| \| \| \| \| Sosnjak \| \| \| \| \| Massandra \| \| \| \| \| Jalta \| \| |            |                                |                                |
| U-Bahn-Kopfbahnhof Streckenanfang (Strecke außer Betrieb) |            | Flughafen Simferopol           | Flughafen Simferopol           |
| U-Bahn-Kopfbahnhof Streckenanfang · U-Bahn-Strecke (außer Betrieb) |            | Simferopol Bahnhof             | Simferopol Bahnhof             |
| U-Bahn-Abzweig geradeaus und ehemals von links · U-Bahn-Strecke nach rechts (außer Betrieb) |            |                                |                                |
| U-Bahn-Haltepunkt / Haltestelle |            | Marine                         | Marine                         |
| U-Bahn-Haltepunkt / Haltestelle |            | Losowe                         | Losowe                         |
| U-Bahn-Haltepunkt / Haltestelle |            | Pionerske                      | Pionerske                      |
| U-Bahn-Haltepunkt / Haltestelle |            | Dobre                          | Dobre                          |
| U-Bahn-Haltepunkt / Haltestelle |            | Saritschne                     | Saritschne                     |
| U-Bahn-Bahnhof |            | Perewalne                      | Perewalne                      |
| U-Bahn-Haltepunkt / Haltestelle |            | Sosniwka                       | Sosniwka                       |
| U-Bahn-Bahnhof |            | Anharskyj-Pass                 | Anharskyj-Pass                 |
| U-Bahn-Haltepunkt / Haltestelle |            | Kutusowsky Fontan              | Kutusowsky Fontan              |
| U-Bahn-Haltepunkt / Haltestelle |            | Lutschiste                     | Lutschiste                     |
| U-Bahn-Bahnhof |            | Rasworotnoje Kolzo             | Rasworotnoje Kolzo             |
| U-Bahn-Haltepunkt / Haltestelle |            | Werchnja Kutusowka             | Werchnja Kutusowka             |
| U-Bahn-Haltepunkt / Haltestelle |            | Nischnja Kutusowka             | Nischnja Kutusowka             |
| U-Bahn-Haltepunkt / Haltestelle |            | Aluschta Awtowoksal            | Aluschta Awtowoksal            |
| U-Bahn-Abzweig geradeaus, nach links und von links · U-Bahn-Kopfbahnhof Streckenende und quer |            | Aluschta Trollejbusna Stanzija | Aluschta Trollejbusna Stanzija |
| U-Bahn-Haltepunkt / Haltestelle |            | Lasurne                        | Lasurne                        |
| U-Bahn-Haltepunkt / Haltestelle |            | Malyj Majak                    | Malyj Majak                    |
| U-Bahn-Haltepunkt / Haltestelle |            | Kiparisne                      | Kiparisne                      |
| U-Bahn-Haltepunkt / Haltestelle |            | Puschkine                      | Puschkine                      |
| U-Bahn-Haltepunkt / Haltestelle |            | Partenit                       | Partenit                       |
| U-Bahn-Bahnhof |            | Saprudne                       | Saprudne                       |
| U-Bahn-Haltepunkt / Haltestelle |            | Artek                          | Artek                          |
| U-Bahn-Kopfbahnhof Streckenanfang · U-Bahn-Haltepunkt / Haltestelle |            | Krasnokamjanka                 | Krasnokamjanka                 |
| U-Bahn-Strecke nach links · U-Bahn-Abzweig geradeaus und von rechts |            |                                |                                |
| U-Bahn-Haltepunkt / Haltestelle |            | Hursuf                         | Hursuf                         |
| U-Bahn-Haltepunkt / Haltestelle |            | Ai-Danil                       | Ai-Danil                       |
| U-Bahn-Bahnhof |            | Nikitskyj Sad                  | Nikitskyj Sad                  |
| U-Bahn-Haltepunkt / Haltestelle |            | Sosnjak                        | Sosnjak                        |
| U-Bahn-Haltepunkt / Haltestelle |            | Massandra                      | Massandra                      |
| U-Bahn-Kopfbahnhof Streckenende |            | Jalta                          | Jalta                          |

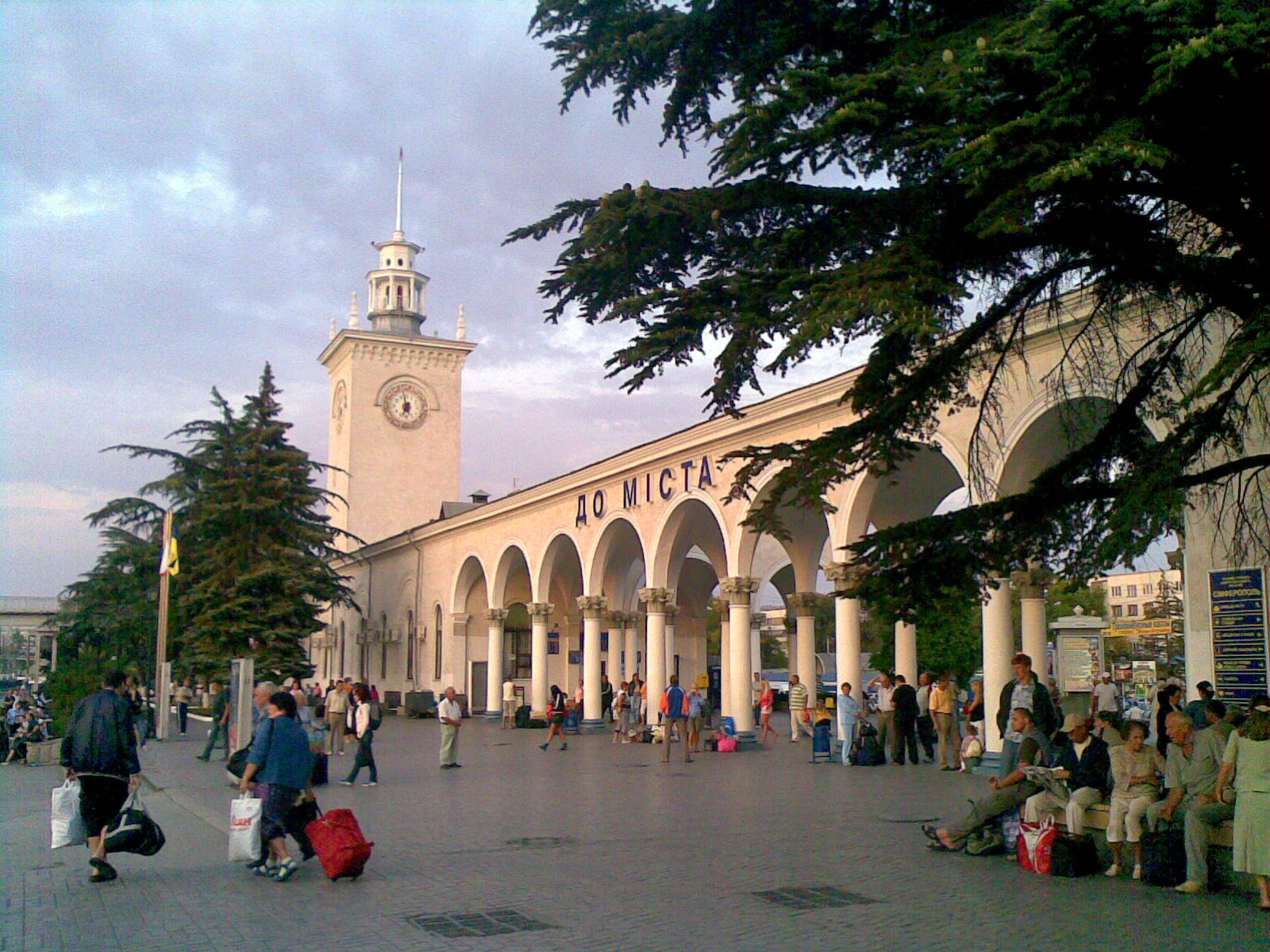
Der Bahnhof von Simferopol, Ausgangspunkt der Überlandlinien

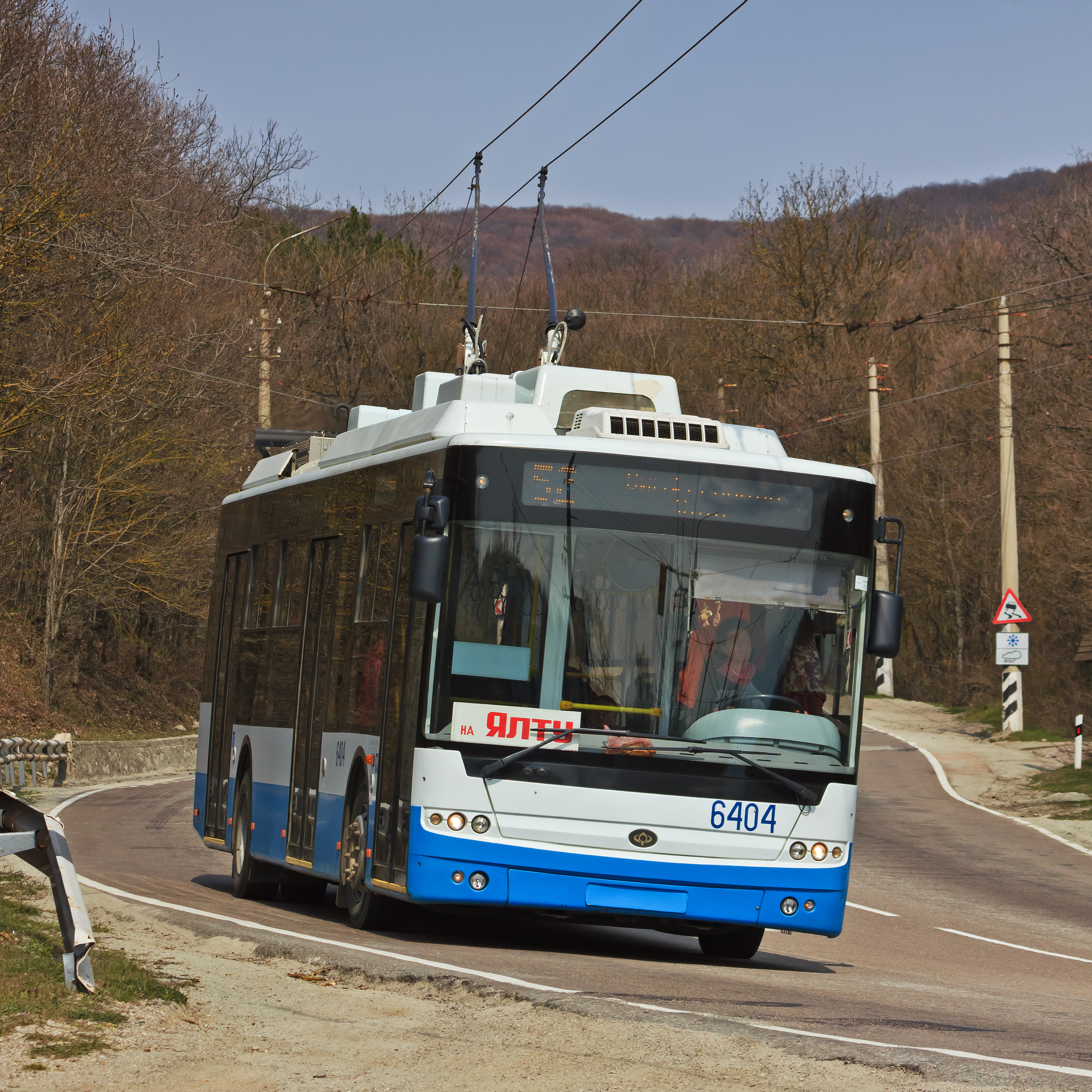
Ein Bogdan T601-Trolley an der Bergstraße zwischen dem Angarski-Pass und Aluschta

Krymskyj trolejbus (ukrainisch Кримський тролейбус; russisch Крымский троллейбус; krimtatarisch Qırım trolleybusı), auch bekannt als Krymtrolleybus, ist die Bezeichnung eines Oberleitungsbus-Betriebs auf der Halbinsel Krim und zugleich der Name der dafür verantwortlichen staatlichen Verkehrsgesellschaft. Sie betreibt dort die weltweit längste Oberleitungsbuslinie, häufig auch Die Trasse genannt. Diese ist 86,5 Kilometer lang und verbindet den Hauptort Simferopol im Landesinneren mit der südlich gelegenen Küstenstadt Jalta. Dabei folgt sie fast auf gesamter Länge der ukrainischen Fernstraße M 18, einem Teil der Europastraße 105.
Wichtigste Zwischenstation ist Aluschta, ab dort verläuft die Route entlang dem Schwarzen Meer. Ferner führt sie durch das Krimgebirge. Dort erreicht die topografisch anspruchsvolle Strecke am 752 Meter hohen Anharskyj-Pass ihren höchsten Punkt. Die Maximalsteigung der Passstraße beträgt dabei neun Prozent. In den drei Städten Simferopol, Jalta und Aluschta bestehen zudem jeweils lokale Obus-Netze, sie werden ebenfalls von Krymskyj trolejbus betrieben.

## Geschichte
Am 7. Oktober 1959 wurde zunächst der Stadtverkehr in Simferopol aufgenommen. Die erste Strecke führte vom Bahnhof nach Marine, wurde von der Linie 2 bedient und war 8,5 Kilometer lang. Heute umfasst das Stadtnetz die acht Linien 1, 1A, 2/9, 3, 5/7, 8, 10 und 13A. Am 6. November 1959 folgte – an Stelle einer nicht verwirklichten Eisenbahnstrecke – das erste Teilstück der Überlandstrecke. Es schloss in Marine an die Stadtstrecke an und führte bis nach Aluschta, dieser Abschnitt war 32,5 Kilometer lang. Von Beginn an galt die Überlandtrasse als sozialistisches Prestigeprojekt, den entsprechenden Baubeschluss fällte der Ministerrat der UdSSR im Oktober 1958. Am 1. Mai 1961 folgte schließlich auch die Aufnahme des Stadtbetriebs in Jalta – dort verkehren heute die drei Linien 1, 2 und 1/3 – bevor am 25. Juli 1961 mit dem 45,5 Kilometer langen Lückenschluss Aluschta–Jalta die Überlandstrecke vollendet wurde. Insgesamt wurden 9988 Oberleitungsmasten verbaut, alle 40 Meter steht ein Mastenpaar. Sie tragen zusammen 500 Tonnen Fahrleitungsmaterial, die Baukosten je Kilometer betrugen seinerzeit eine Million Rubel. Ziel war in erster Linie eine bessere touristische Erschließung der Badeorte auf der südlichen Krim, ferner wurde beispielsweise auch das Allunions-Pionierlager Artek an die Trasse angebunden.
Etwas mehr als zwei Jahrzehnte später wurde der Betrieb auf der Krim noch um das Stadtnetz in Aluschta ergänzt, es wurde am 30. August 1983 eröffnet und umfasst heute die drei Linien 1, 1A und 2.

## Betrieb auf der Überlandstrecke
Die Überlandstrecke wird von insgesamt fünf sich überlagernden Linien bedient. In der Sommersaison verkehrt heute tagsüber alle zwölf bis zwanzig Minuten ein Bus, im Winter wird die Strecke nur alle dreißig Minuten befahren. In früheren Jahren wurden hingegen deutlich öfter gefahren, teilweise sogar alle zwei Minuten. Jedoch sorgen private Busunternehmen mit Marschrutka-Kleinbussen seit dem Zusammenbruch der Sowjetunion zunehmend für Konkurrenz. Ihnen gelang es mit günstigeren Fahrpreisen und schnelleren Fahrzeiten, Fahrgäste von den Trolleybussen abzuwerben. So sank die Zahl der täglich beförderten Personen von rund 183.200 Fahrgästen im Jahr 1998 auf 66.900 im Jahr 2008.
Mit den Trolleybussen fahren heute überwiegend Personengruppen mit Freifahrt beziehungsweise Ermäßigungsberechtigung, beispielsweise Rentner oder Veteranen. Dies führt zu einem ungünstigen Kosten-Nutzen-Verhältnis. Ein weiteres Problem ist der überalterte Fahrzeugpark und die verschlissene Infrastruktur aus Sowjetzeiten.
Die Überlandlinien tragen zur Abgrenzung von den jeweiligen Stadtlinien hohe Liniennummern und verkehren wie folgt:
| Linie | Strecke                                             | Distanz                 |
| ----- | --------------------------------------------------- | ----------------------- |
| 51    | Simferopol Bahnhof–Aluschta Trollejbusnaja Stanzija | 41,0 km                 |
| 52    | Simferopol Bahnhof–Jalta                            | 86,5 km (Gesamtstrecke) |
| 53    | Aluschta Trollejbusnaja Stanzija–Jalta              | 45,5 km                 |
| 59    | Aluschta Trollejbusnaja Stanzija–Saprudne           |                         |
| 60    | Jalta–Krasnokamjanka                                |                         |

In Krasnokamjanka besteht zudem eine circa einen Kilometer lange Stichstrecke in den Ort hinein, sie wird jedoch nur von der selten verkehrenden Linie 60 bedient, welche dort endet. Ebenso befindet sich in Aluschta die Endstelle der Linien 51 und 53, die Aluschta Trollejbusnaja Stanzija, abseits der durchgehenden Strecke der Linie 52. In früheren Jahren gab es außerdem durchgehende Fahrten zwischen dem Internationalen Flughafen Simferopol im Norden der Stadt und der Küste:
| Linie | Strecke                                                               |
| ----- | --------------------------------------------------------------------- |
| 54    | Internationaler Flughafen Simferopol–Aluschta Trollejbusnaja Stanzija |
| 55    | Internationaler Flughafen Simferopol–Jalta                            |

Letztere überwand dabei eine noch längere Fahrstrecke als die heute längste Linie 52 – früher war sie somit die längste Trolleybuslinie der Welt. Heute wird der Flughafen hingegen nur noch von der Simferopoler Stadtverkehrslinie 2/9 bedient. Infolge des Fahrgastrückgangs ebenfalls vor einigen Jahren aufgegeben wurden die drei Überland-Teilstreckenlinien
| Linie | Strecke                                         |
| ----- | ----------------------------------------------- |
| 56    | Simferopol Bahnhof–Anharskyj-Pass               |
| 57    | Anharskyj-Pass–Aluschta Trollejbusnaja Stanzija |
| 58    | Perewalne–Aluschta Trollejbusnaja Stanzija      |

Eine Fahrt über die Gesamtstrecke Simferopol Bahnhof–Jalta dauert 2:40 Stunden. Bis zum 1. August 2010 unterlagen die Überlandkurse einer Platzreservierungspflicht, Stehplätze wurden nicht angeboten und die Fahrkarten mussten bereits vor Abfahrt an den entsprechenden Verkaufsstellen gebucht werden. (Für die Linien 59 und 60 wurden abweichend davon schon früher keine Platzkarten ausgegeben.) Mittlerweile werden sie jedoch auch durch den Fahrer verkauft, wobei an Endhaltestellen nach wie vor die Möglichkeit besteht, die Fahrkarte am Ticketschalter zu erwerben und dabei einen Sitzplatz reserviert zu bekommen.
Auf den Teilstrecken Simferopol–Perewalne, Rasworotnoje Kolzo–Aluschta und Nikitskyj Sad–Jalta verkehren zudem Vorortlinien der jeweiligen Stadtverkehre. Ferner haben die Überlandlinien im Stadtgebiet von Simferopol abschnittsweise eine eigene Oberleitung. Dadurch können sie die Kurse der Stadtlinien – die zusätzliche Zwischenhaltestellen bedienen – problemlos überholen.

## Fahrzeuge

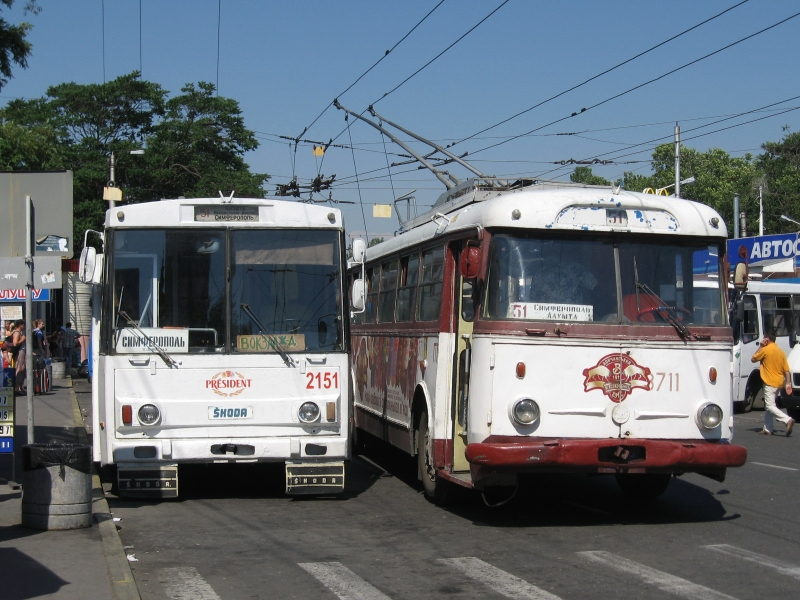
Lange Jahre die beiden dominierenden Typen bei Krymskyj trolejbus, ein älterer 9Tr überholt einen jüngeren 14Tr

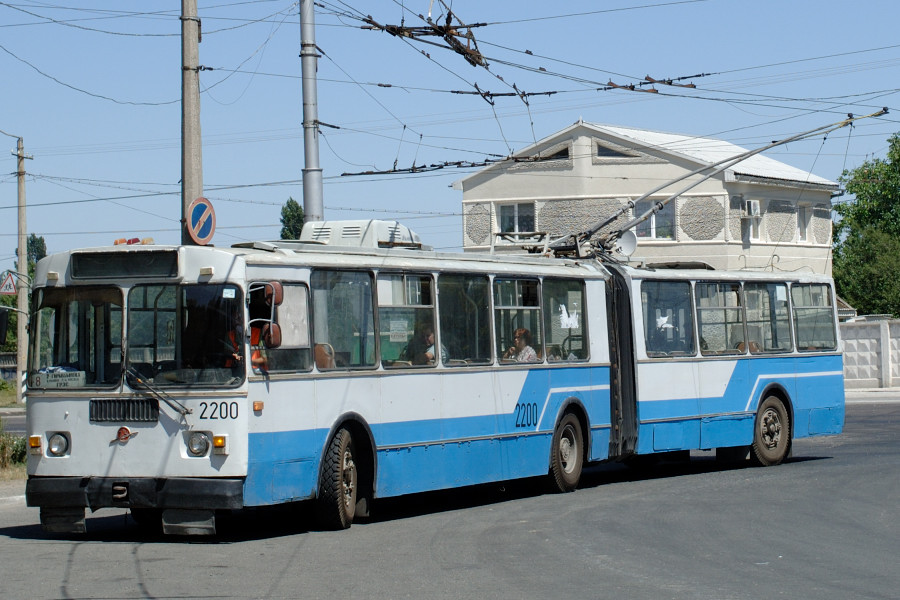
In Simferopol befanden sich 2006 noch ZiU-10 im Einsatz

Bei Krymskyj trolejbus zum Einsatz kommen überwiegend aus der ehemaligen Tschechoslowakei beschaffte Fahrzeuge des Typs Škoda 9Tr (Baujahre 1968 bis 1982) und des Nachfolgetyps Škoda 14Tr (Baujahre 1985 bis 1992). Ergänzt werden sie durch in jüngerer Zeit beschaffte einheimische Fabrikate des Unternehmens JuMZ sowie durch Wagen des belarussischen Herstellers Belkommunmasch. Zwischen 1977 und 1985 waren im Stadtverkehr von Simferopol außerdem drei Oberleitungsbusdoppeltraktionen des Typs 9Tr im Einsatz.
Beim Fuhrpark wird zwischen Stadtwagen und Überlandwagen unterschieden. Typische Merkmale der Überlandfahrzeuge sind das verstärkte Bremssystem für die langen Gefällstrecken, die zusätzlichen Nebelscheinwerfer, die Gardinen im Wageninneren und die durchnummerierten Sitzplätze. Ferner die dauerhaft verschlossenen Mitteltüren, soweit es sich nicht ohnehin um zweitürige Fahrzeuge ab Werk handelt, wie dies bei den älteren 9Tr der Fall ist. Untypisch für osteuropäische Obusse ist außerdem der hohe Sitzplatzanteil der Überlandfahrzeuge, dieser wird durch eine 2+2-Bestuhlung erreicht. Alle Überlandfahrzeuge sind Solowagen, die wenigen vorhandenen Gelenkwagen werden ausschließlich im Stadtverkehr Simferopol verwendet.
Anfang 2007 setzte sich der Einsatzbestand wie folgt zusammen (ohne abgestellte Wagen und Arbeitswagen), Krymskyj trolejbus ist damit der weltweit letzte Betrieb der den veralteten Typ 9Tr noch in größeren Stückzahlen einsetzt:
- 205 Škoda 9Tr
- 880 Škoda 14Tr
- 800 JuMZ T-1
- 600 Škoda 15Tr (Gelenkwagen)
- 400 JuMZ T-2.09
- 300 K12.03
- 100 K12.04

Untergebracht sind die zusammen über 300 Wagen in insgesamt vier Depots, davon zwei in Simferopol und je eines in Aluschta und in Jalta. Früher war der Bestand hingegen deutlich größer, allein in den Jahren 2004 bis 2006 wurden aufgrund des massiven Fahrgastrückgangs der letzten Jahre 50 Wagen ausgemustert.

## Bildergalerie

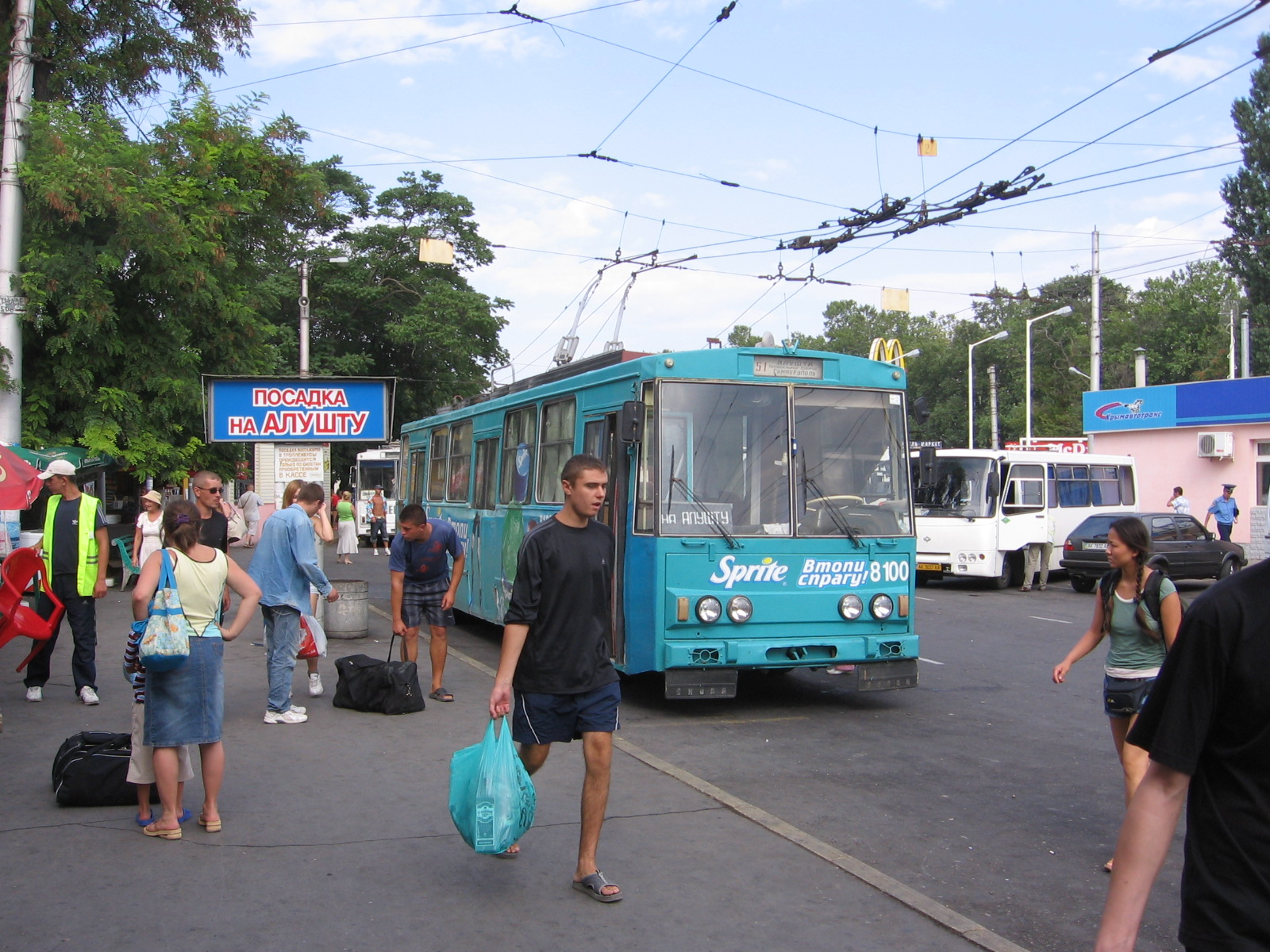
Vor der Abfahrt am Bahnhof Simferopol: ein Škoda 14Tr im Einsatz auf der Überlandlinie 51 nach Aluschta
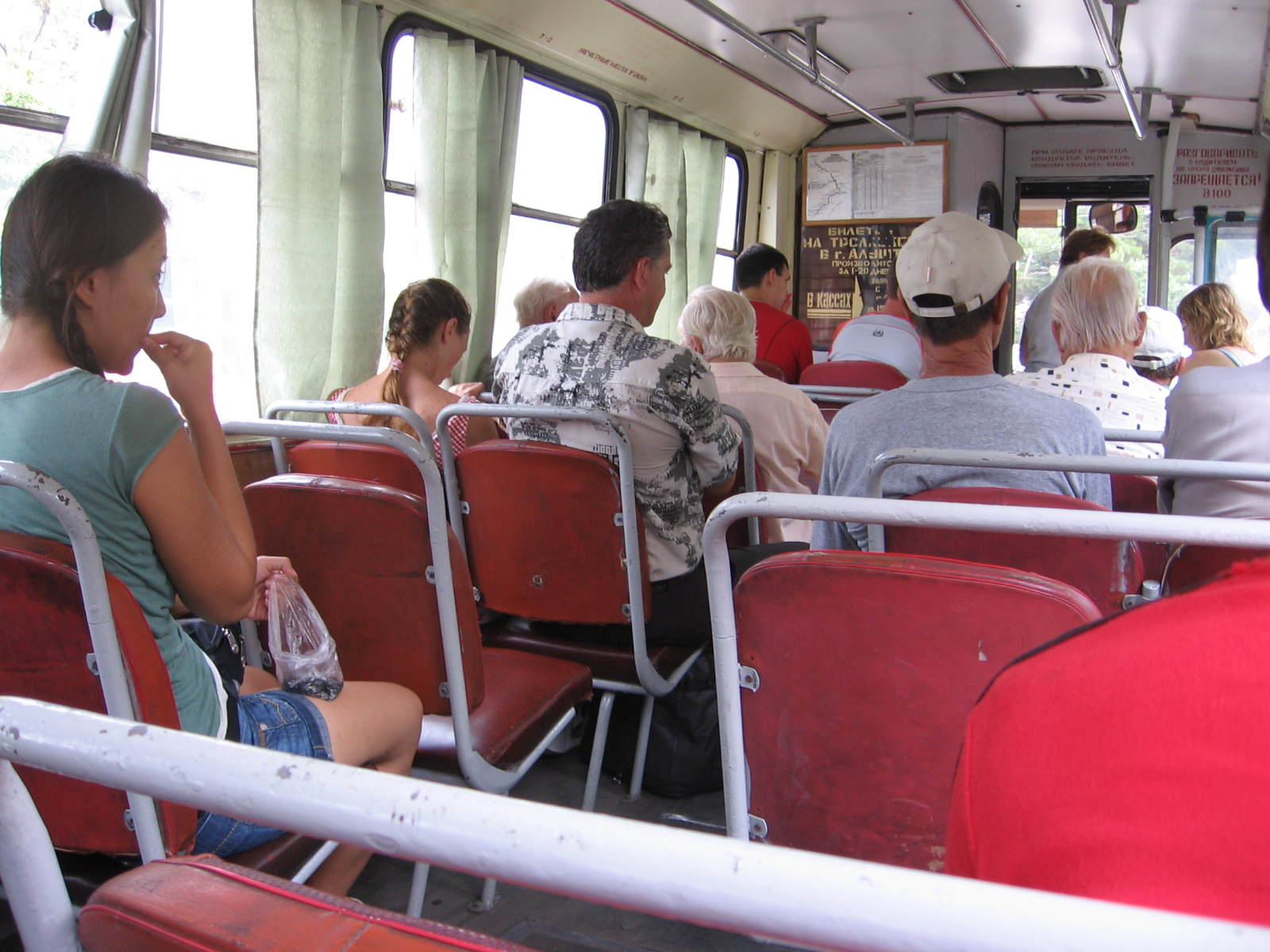
Im Inneren eines Škoda 14Tr, die Gardinen und die 2+2-Bestuhlung sind typische Besonderheiten der Überlandlinie
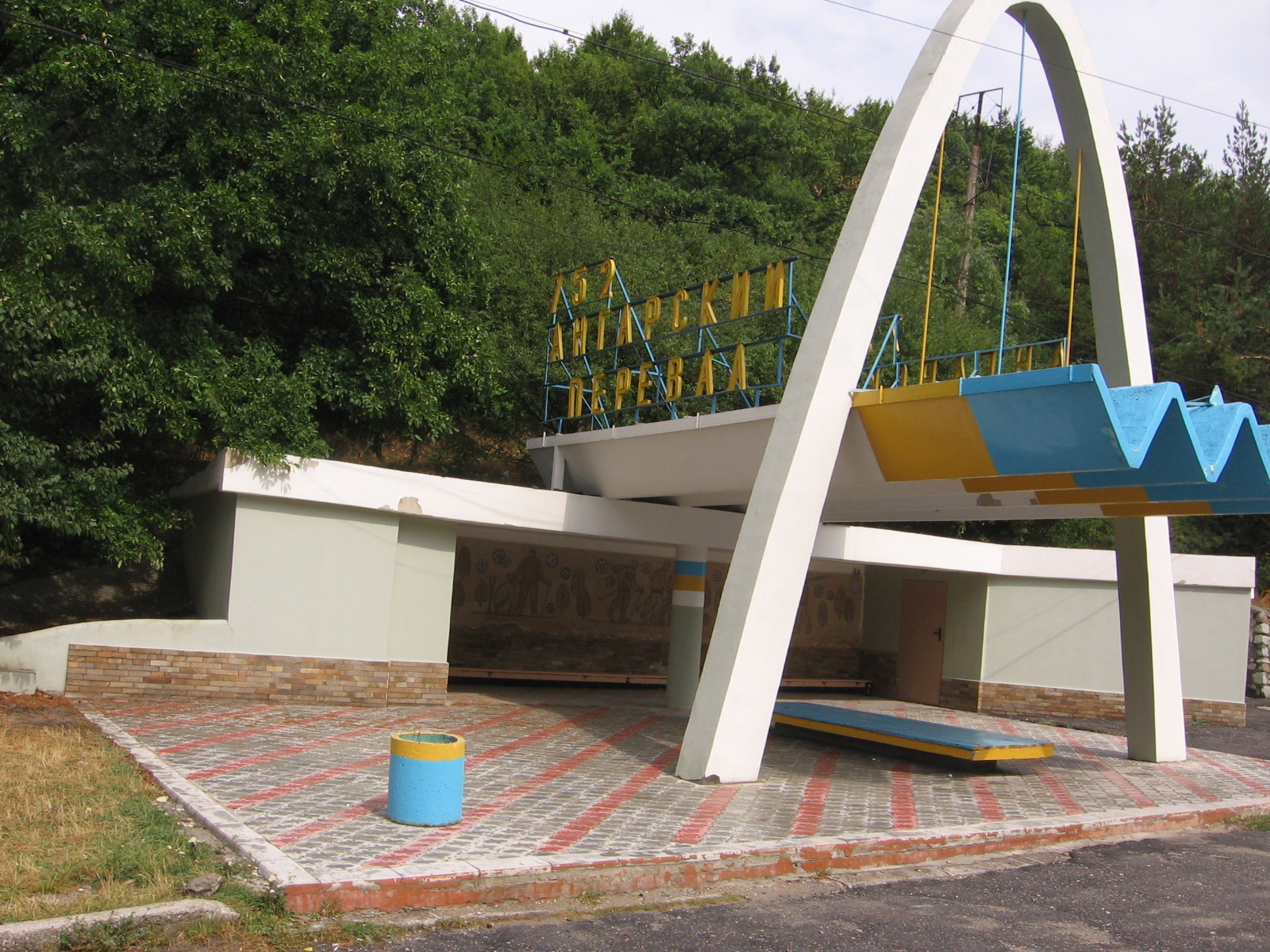
Die Obushaltestelle auf dem 752 Meter hohen Anharskyj-Pass war in den ukrainischen Landesfarben gehalten
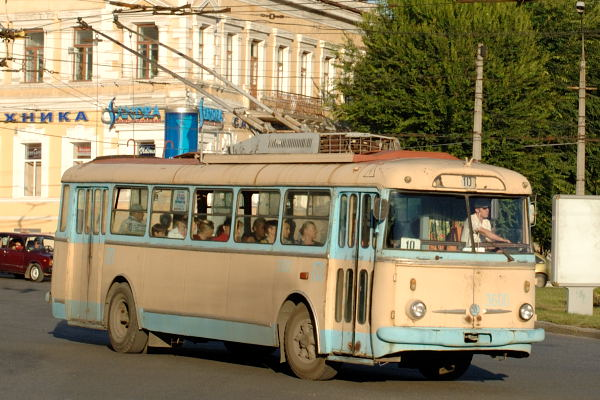
Simferopol: ein älterer 9Tr im Einsatz auf der Stadtlinie 10
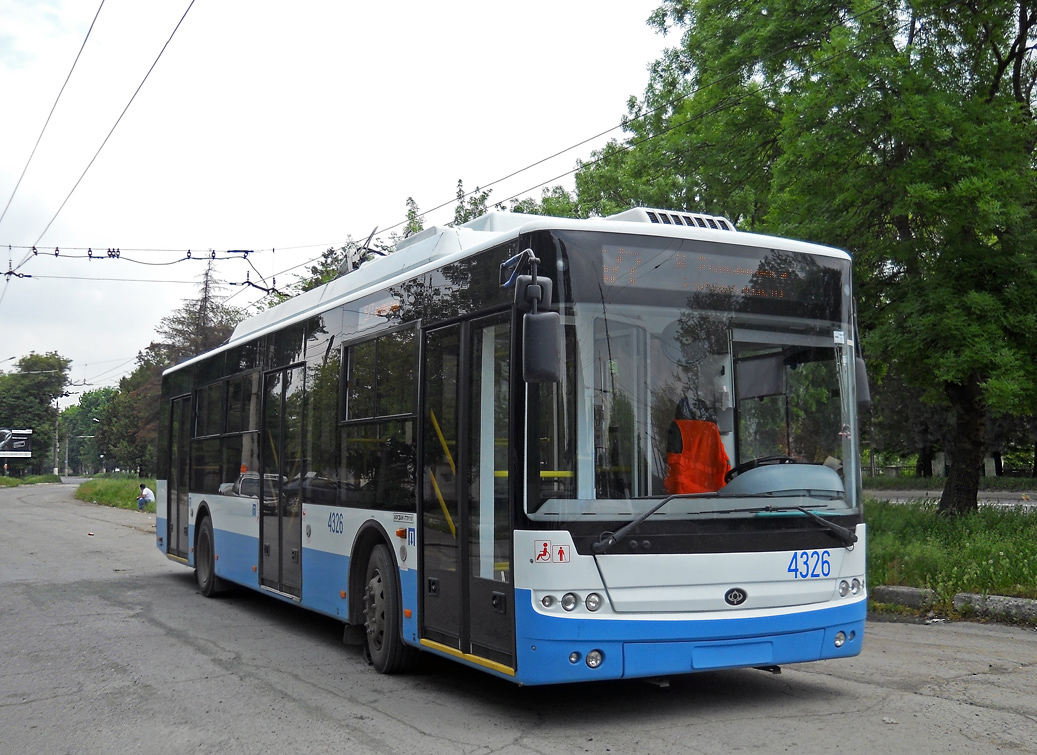
Simferopol: Trolleybus Bogdan T701.10 auf der Stadtlinie 5/7
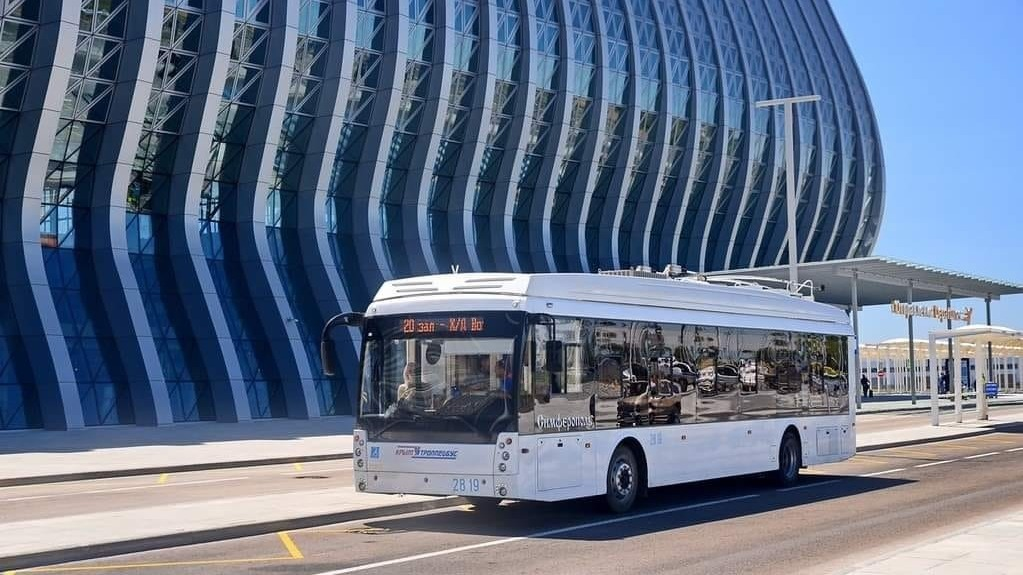
Trolsa-5265 «Megapolis» am neuen Flughafen Simferopol, 2020

## Trivia
- Die Gesellschaft beschäftigt 1661 Mitarbeiter und befördert jährlich etwa 45 Millionen Fahrgäste, davon circa 65 Prozent auf der Überlandstrecke.[1]
- Weitere Obus-Betriebe auf der Krim bestehen in den Hafenstädten Sewastopol (seit 1950) und Kertsch (seit 2004). Diese sind jedoch unabhängig von Krymskyj trolejbus, sie werden von jeweils eigenständigen Betreibergesellschaften geführt.